# Добеле (станция)
До́беле (латыш. Dobele) — железнодорожная станция в городе Добеле, Латвия на линии Елгава — Лиепая. Станция обслуживает грузовые поезда, имеет подъездные пути к предприятиям, в частности «Добелес дзирнавниекс», «Эларго», «Добелес секлас» и т. д. В Добеле останавливается пассажирский поезд рейса Рига — Лиепая.
Одна из немногих станций в Латвии, не имеющих электрической централизации.

## История
Станция Добеле открыта 15 августа 1927 года, с открытием Лиепайской линии. Здание станции построено по проекту профессора Петериса Федерса в 1929 году. Это одноэтажное каменное здание с мансардой, встроенной в крышу, находится примерно в километре от центра города. В комплекс зданий станции входят также каменная водонапорная башня и насосная, поставляющая воду для нужд железной дороги.